# Деми Картије
Деми Картије (фр. Demi-Quartier) насеље је и општина у источној Француској у региону Рона-Алпи, у департману Горња Савоја која припада префектури Бонвил.
По подацима из 2011. године у општини је живело 981 становника, а густина насељености је износила 110,22 становника/km². Општина се простире на површини од 8,9 km². Налази се на средњој надморској висини од 1105 метара (максималној 1.780 m, а минималној 1.037 m).

## Демографија
| 1962. | 1968. | 1975. | 1982. | 1990. | 1999. | 2011. |
| ----- | ----- | ----- | ----- | ----- | ----- | ----- |
| 463   | 505   | 687   | 794   | 866   | 1.029 | 981   |

График промене броја становника у току последњих година